# Љубомир Илић
Љубомир Д. Илић (Београд, 14. фебруар 1902 — Мајорка, Шпанија, 28. септембар 1974) био је машински и аеронаутички инжењер и конструктор авиона.

## Биографија
Основну школу, нижу гимназију и Државну реалну гимназију завршио је у Београду јуна 1920. године. По завршеној гимназији уписује се на Технички факултет Универзитета у Гану (Белгија). Диплому машинског инжењера добио је маја 1927. на Универзитету у Гану а новембра 1928. је као војно-државни ваздухопловни питомац упућен у Вишу школу за аеронаутику и мaшинске конструкције (ESACM) у Паризу, на којој је дипломирао 1. августа 1930. и добио звање ваздухопловног инжењера. Још у току студија и специјализације испољио је склоност ка математици и аеродинамичким прорачунима. После повратка у земљу инж. Љубомир Д. Илић се запослио у Команди Војног Ваздухопловства Краљевине Југославије (КВВ) као ваздухопловно технички инжењер. За време рада у Команди радио је на пројекту успешног школског авиона Рогожарски ПВТ заједно са ижењерима: Рудолфом Физир, Симом Милутиновић, Костом Сивчев и Адемом Бишчевић. У слободном времену и о свом трошку је у заједници са Костом Сивчев конструисао ловачки авион металне конструкције ИК-Л1 а затим ИК-2. У тиму са Костом Сивчев и Слободаном Зрнићем Конструисали су авиона ИК-3 и ИК-5.
Рат је провео у немачком заробљеништву из кога је побегао преко Италије и Швајцарске у Енглеску где се прикључио избегличкој влади. После рата се враћа у земљу и постављен је за руководиоца конструкционог бироа КБ бр.1 ГДВИ. Преко Прага је емигрирао у Француску, живео једно време у Јужноафричкој Републици а затим се настанио у Шпанији где је живео до краја живота.

## Списак авиона на којима је радио
- Рогожарски ПВТ - једномоторни школски висококрилац дрвене конструкције (1934)
- ИК-1 - једномоторни ловац висококрилац(1935) прототип
- ИК-2 - једномоторни ловац висококрилац побољшана верзија ИК-1(1936) серијска производња 12 авиона
- Рогожарски ИК-3 - једномоторни ловац нискокрилац(1937)серијска производња 12 авиона
- ИК-5 - двомоторни ловац нискокрилац(1940) пројект[3]
- 211 - основни школски нискокрилац мешовита конструкција (1948)прототип
- 231 - основни школски нискокрилац мешовита конструкција (затворена кабина) (1948)
- 212 - прелазни двосед нискокрилац мешовита конструкција (1948)[4]
- 212Р - као 212 са Реноовим мотором (1948) прототип
- С-49А- ловац нискокрилац дрвена конструкција, мотор ВК 800 KS, (1947)[5]